# Schloss Höhenried

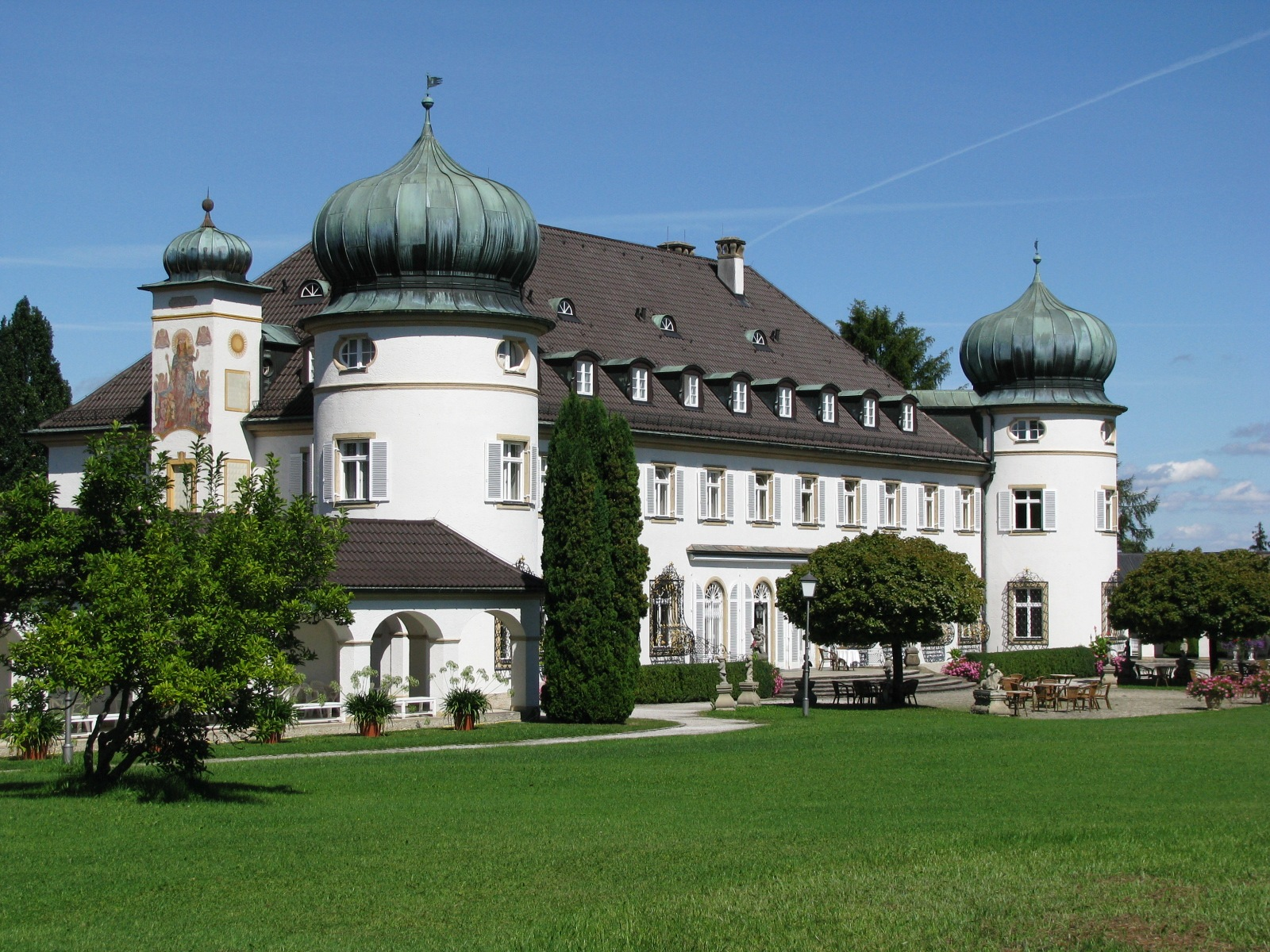
Schloss Höhenried

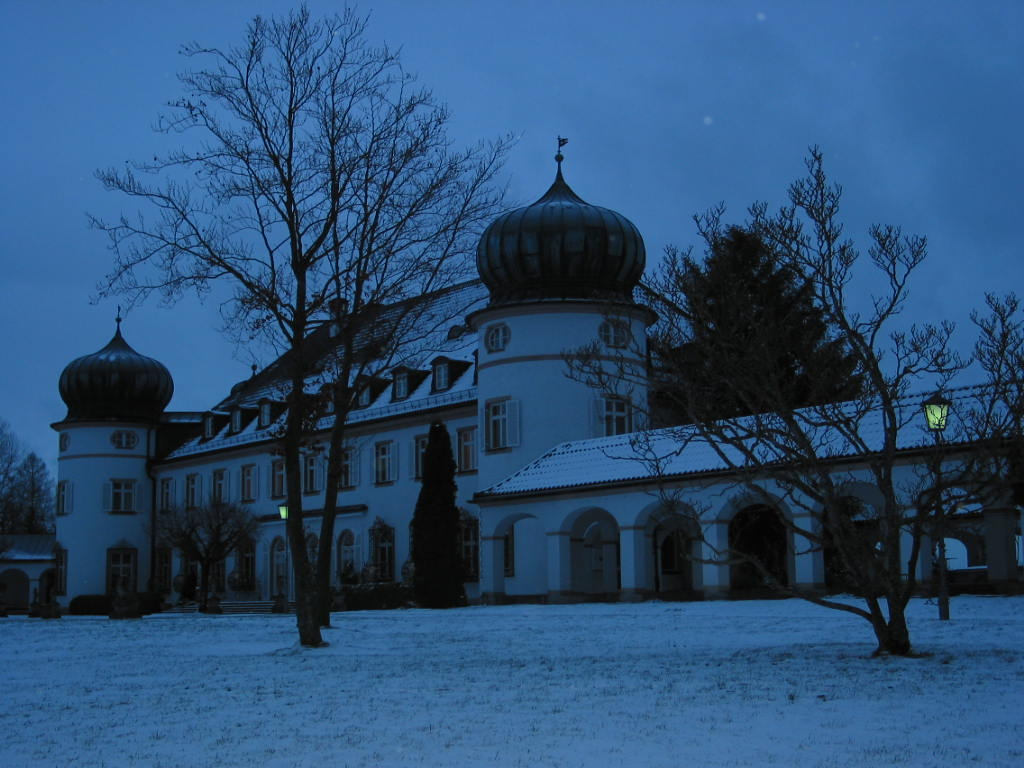
Höhenried im Winter

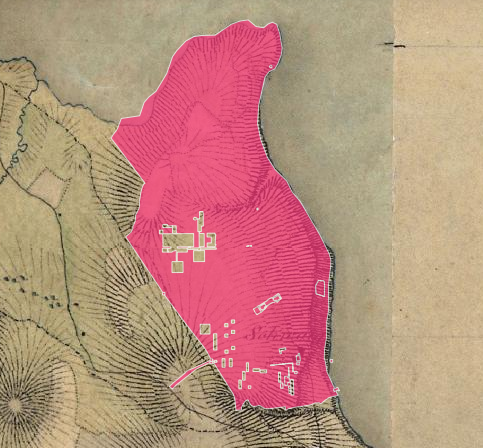
Lageplan von Schloss Höhenried am Haarsee auf dem Urkataster von Bayern

Das heutige Gelände von Schloss Höhenried in Bernried wurde in den Jahren 1914 (Hofgrund Bernried, Gut Adelsried) und 1927 (Gut Höhenried) von der im Jahre 1884 in St. Louis geborenen Miterbin der Anheuser-Busch-Brauerei, Wilhelmina Busch, und ihrem ersten Ehemann, Eduard Scharrer aus Stuttgart erworben. Das Ehepaar Busch-Scharrer kaufte zunächst die Postvilla in Bernried und genoss großes gesellschaftliches Ansehen. Nachdem Eduard August Scharrer im Jahr 1932 plötzlich gestorben war, heiratete Wilhelmina Busch 1933 ihren Arzt, Carl Borchard, von dem sie sich einige Jahre später wieder scheiden ließ. Die Anlage ist unter der Aktennummer D-1-90-115-21 als denkmalgeschütztes Baudenkmal von Höhenried verzeichnet. 

## Geschichte
Ihren großen Traum, auf dem Gelände ein Schloss zu errichten, erfüllte sie sich im Jahr 1937. Schon im Februar 1938 wurde Richtfest gefeiert und im Sommer 1939 wurde das Schloss mit 60 Zimmern fertiggestellt. Mit Kriegseintritt der USA verlegte Wilhelmina Busch ihren Wohnsitz in die Schweiz, behielt aber ihre deutsche Staatsangehörigkeit.
Das Schloss wurde 1943 beschlagnahmt. Für zwei Jahre wurde hier nun zum ersten Mal eine orthopädische Klinik einquartiert.
Kurz vor Kriegsende gelang es Frau Busch, die Schweizer Gesandtschaften und das Genfer Rote Kreuz nach Höhenried zu evakuieren, so dass der gesamte Besitz vor der Zerstörung geschützt wurde. Mit Kriegsende beschlagnahmten die Amerikaner Höhenried und verließen es im März 1946.
Wilhelmina Busch selbst kehrte im Herbst 1946 erstmals wieder nach Höhenried zurück und heiratete im Jahr 1948 den amerikanischen Generalkonsul Sam E. Woods, den sie 1942 in der Schweiz kennengelernt hatte. Aufgrund der beruflichen Stellung von Sam Woods fanden in Höhenried bedeutende politische und gesellschaftliche Ereignisse statt.

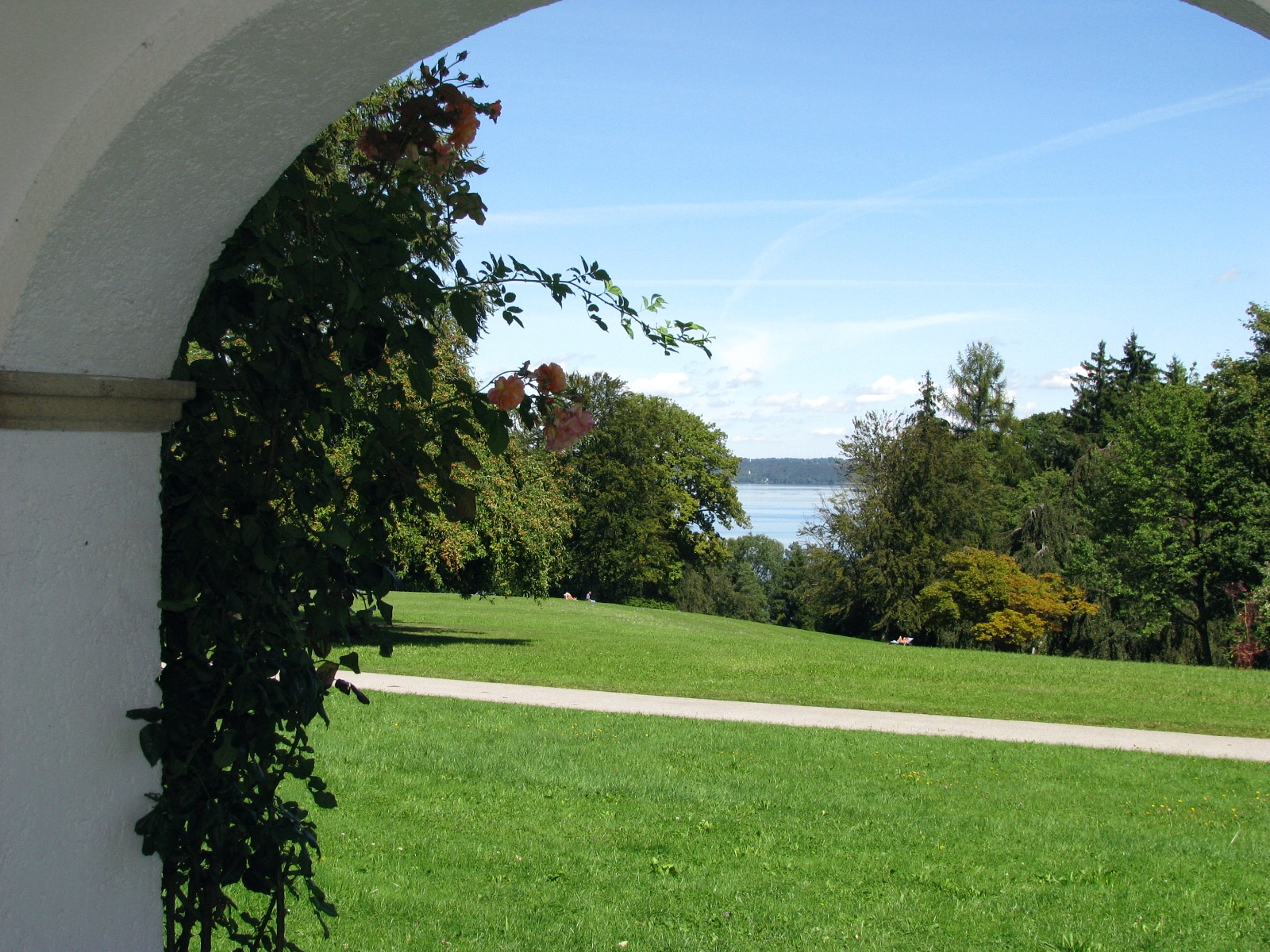
Blick auf Park und Starnberger See

In den darauffolgenden Jahren ließ das Ehepaar Busch-Woods den circa 600.000 Quadratmeter großen Park nach seinen Plänen umgestalten, und es wurden u. a. die Mississippi-Weiher und ein Gehege mit weißen Damhirschen errichtet, die bis heute Bestand haben. Zusätzlich stiftete die Familie Busch-Woods im Jahr 1950 den Naturpark Bernried, ein ca. 80 Hektar großes Gelände, dessen Anlage nicht mehr verändert werden darf. Ab dem Jahr 1952 wurde dann auch dieser Park Höhenried zur Besichtigung freigegeben.
Wilhelmina Busch-Woods starb 1952 in München an einer Herzerkrankung und Herzoperation. Sie wurde am Wilhelminen-Platz im Höhenrieder Park beigesetzt. Ihr Ehemann, Sam Woods, verstarb kurz darauf überraschend im Jahr 1953, auch er wurde in Höhenried beigesetzt. Auf den Särgen steht der Spruch: Love never ends.
Auf dem Gelände von Schloss Höhenried befindet sich das Museum der Phantasie, besser bekannt als Buchheim-Museum.

## Verwendung als Klinik

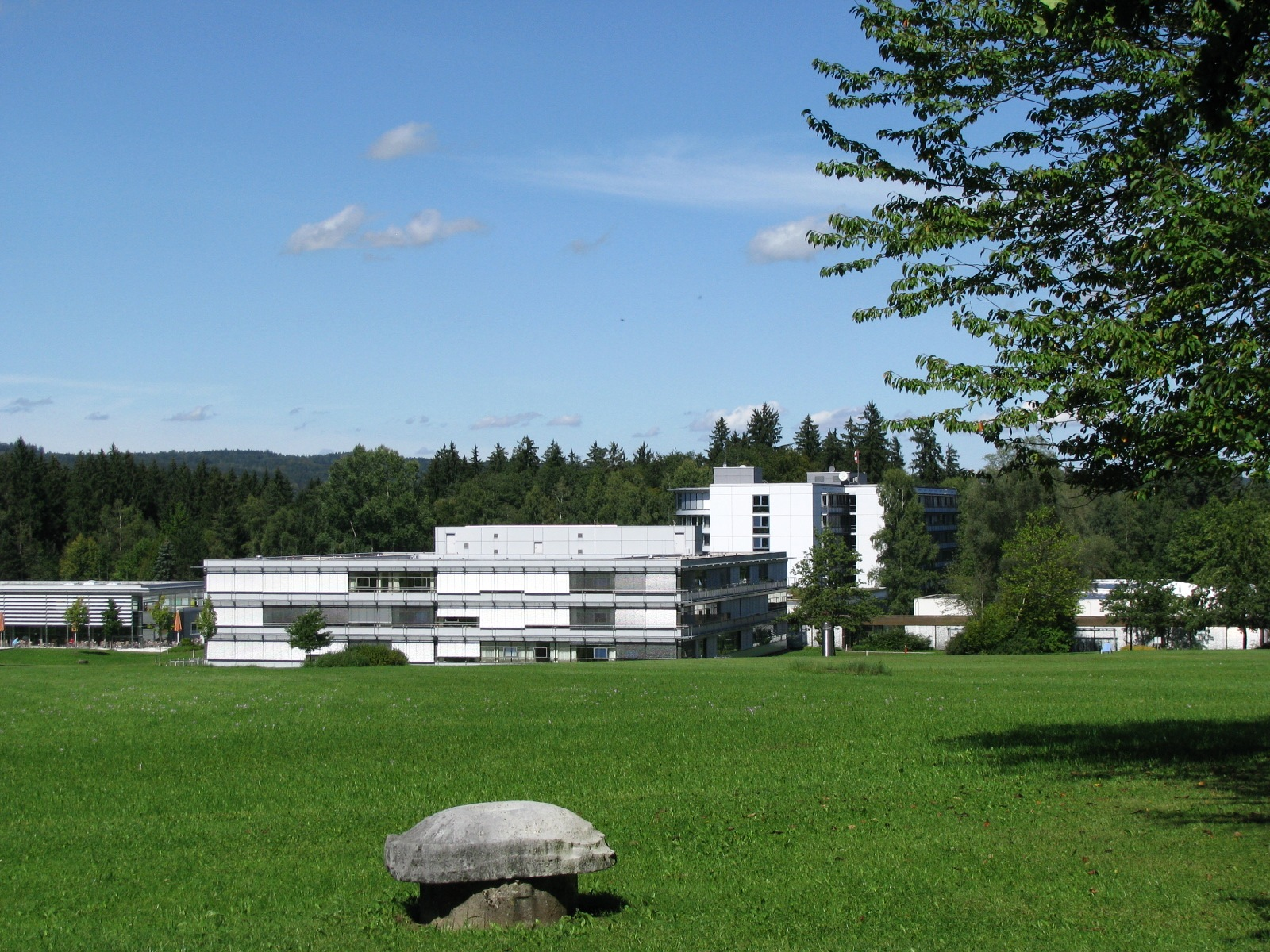
Klinikgebäude

Nach dem Tod beider ging das Vermögen auf eine Erbengemeinschaft über, die kein großes Interesse daran hatte, das Schloss Höhenried weiter zu erhalten. Somit stand die Anlage zum Verkauf und wurde am 27. Oktober 1955 von der LVA Oberbayern (seit 1. Oktober 2005: Deutsche Rentenversicherung Oberbayern und seit 1. Januar 2007 Deutsche Rentenversicherung Bayern Süd) erworben.
Zunächst wurden in den Jahren 1958 bis 1966 im Schloss Höhenried Vorsorgekuren durchgeführt. Nach umfangreichen Bauarbeiten konnte im Jahr 1967 die Klinik Höhenried eröffnet werden; seit dieser Zeit ist Höhenried ein Rehabilitations-Zentrum für den Bereich Kardiologie. Ab 2003 kam der Indikationsbereich Orthopädie und ab 2005 die Psychosomatik hinzu. Im Zuge von Umbaumaßnahmen wurde die Klinik in den Jahren 2003 bis 2005 umfassend saniert.

## Filmkulisse
Das Schloss Höhenried diente 2021 als Filmkulisse für eine Schule in der ZDF-Fernsehserie Gestern waren wir noch Kinder. Ein Jahr zuvor war es in der Serie Der Alte (Folge: Unvergessen) als Seniorenresidenz zu sehen. In der Serie Die Rosenheim-Cops soll es die Musikakademie darstellen.
Im Jahr 1966 wurden dort Szenen für Der Kampf um die Sonne, den 5. Teil der Serie Raumpatrouille Orion, gedreht.